# Boxe nos Jogos Olímpicos de Verão de 2024 - Até 80 kg masculino
A categoria até 80 kg masculino (peso meio-pesado) do boxe nos Jogos Olímpicos de Verão de 2024 ocorreu entre 27 de julho e 7 de agosto de 2024, com as lutas preliminares sendo realizadas no Arena Paris Norte, em Villepinte, e as semifinais e final no Stade Roland Garros, em Paris, França. Um total de 18 pugilistas, cada um representando um Comitê Olímpico Nacional (CON), participaram do evento.

## Qualificação
Cada CON poderia inscrever apenas um pugilista na categoria de peso. 18 vagas foram atribuídas, sendo as dez primeiras para representantes dos eventos multiesportivos de cada continente: 4 da Europa, 2 da Ásia, 2 das Américas, 1 do Pacífico e 1 do torneio qualificatório da África. Quatro vagas foram alocadas para o torneio 1 de qualificação mundial e outras três para o torneio 2 de qualificação mundial. Finalmente, uma vaga foi atribuída pelo critério de universalidade.

## Formato
Como todos os eventos do boxe olímpico, a competição foi disputado em um torneio de eliminação simples. Os combates consistem em três rounds de três minutos, com um minuto de intervalo entre os rounds. Um boxeador pode vencer por nocaute ou por pontos. A pontuação é definida como "10 pontos obrigatórios" com cinco juízes marcando cada rodada. Os juízes consideram o "número de golpes acertados nas áreas-alvo, domínio da luta, superioridade técnica e tática e competitividade". Cada juiz determina um vencedor para cada rodada, que recebe 10 pontos para a rodada, e atribui ao perdedor da rodada um número de pontos entre 7 e 9 com base no desempenho. As pontuações do juiz para cada rodada são somadas para dar a pontuação total daquele juiz. O boxeador com a pontuação mais alta da maioria dos juízes é o vencedor.

## Calendário
| R32 | Fase de 32 | R16 | Fase de 16 | QF | Quartas de final | SF | Semifinais | F | Final |

| 27 jul | 28 jul | 29 jul | 30 jul | 31 jul | 1 ago | 2 ago | 3 ago | 4 ago | 5 ago | 6 ago | 7 ago |
| ------ | ------ | ------ | ------ | ------ | ----- | ----- | ----- | ----- | ----- | ----- | ----- |
| R32    |        |        | R16    |        |       | QF    |       | SF    |       |       | F     |

## Medalhistas
| Ouro   | UKR Oleksandr Khyzhniak              |
| Prata  | KAZ Nurbek Oralbay                   |
| Bronze | CUB Arlen López DOM Cristian Pinales |

## Resultados
A competição começou com uma rodada preliminar, onde o número de competidores foi reduzido para 16, e assim sucessivamente até se chegar aos dois finalistas. Ambos os perdedores da semifinal recebem medalhas de bronze.
Primeira rodada
|  | Fase de 32            |   |
|  |                       |   |
|  | 27 de julho           |   |
|  |                       |   |
|  | THA Weerapon Jongjoho | 0 |
|  | THA Weerapon Jongjoho | 0 |
|  | DOM Cristian Pinales  | 5 |
|  | DOM Cristian Pinales  | 5 |

|  | Fase de 32              |   |
|  |                         |   |
|  | 27 de julho             |   |
|  |                         |   |
|  | TUR Kaan Aykutsun       | 4 |
|  | TUR Kaan Aykutsun       | 4 |
|  | ITA Salvatore Cavallaro | 1 |
|  | ITA Salvatore Cavallaro | 1 |

Cruzamentos
|  | Fase de 16                     | Fase de 16              |                          |   | Quartas de final | Quartas de final |  |  | Semifinais | Semifinais |  |  | Final | Final |
|  |                                |                         |                          |   |                  |                  |  |  |            |            |  |  |       |       |
|  | 30 de julho                    |                         |                          |   |                  |                  |  |  |            |            |  |  |       |       |
|  |                                |                         |                          |   |                  |                  |  |  |            |            |  |  |       |       |
|  | CHN Tuohetaerbieke Tanglatihan | 0                       |                          |   |                  |                  |  |  |            |            |  |  |       |       |
|  | CHN Tuohetaerbieke Tanglatihan | 0                       | 2 de agosto              |   |                  |                  |  |  |            |            |  |  |       |       |
|  | DOM Cristian Pinales           | 5                       |                          |   |                  |                  |  |  |            |            |  |  |       |       |
|  | DOM Cristian Pinales           | 5                       | DOM Cristian Pinales     | 5 |                  |                  |  |  |            |            |  |  |       |       |
|  | 30 de julho                    |                         | DOM Cristian Pinales     | 5 |                  |                  |  |  |            |            |  |  |       |       |
|  |                                | CRO Gabrijel Veočić     | 0                        |   |                  |                  |  |  |            |            |  |  |       |       |
|  | JOR Hussein Ishaish            | CRO Gabrijel Veočić     | 0                        | 0 |                  |                  |  |  |            |            |  |  |       |       |
|  | JOR Hussein Ishaish            |                         | 4 de agosto              | 0 |                  |                  |  |  |            |            |  |  |       |       |
|  | CRO Gabrijel Veočić            | 5                       |                          |   |                  |                  |  |  |            |            |  |  |       |       |
|  | CRO Gabrijel Veočić            | 5                       | DOM Cristian Pinales     | 2 |                  |                  |  |  |            |            |  |  |       |       |
|  | 30 de julho                    |                         | DOM Cristian Pinales     | 2 |                  |                  |  |  |            |            |  |  |       |       |
|  |                                | KAZ Nurbek Oralbay      | 3                        |   |                  |                  |  |  |            |            |  |  |       |       |
|  | AUS Callum Peters              | KAZ Nurbek Oralbay      | 3                        | 2 |                  |                  |  |  |            |            |  |  |       |       |
|  | AUS Callum Peters              | 2 de agosto             |                          | 2 |                  |                  |  |  |            |            |  |  |       |       |
|  | KAZ Nurbek Oralbay             | 3                       |                          |   |                  |                  |  |  |            |            |  |  |       |       |
|  | KAZ Nurbek Oralbay             | 3                       | KAZ Nurbek Oralbay       | 5 |                  |                  |  |  |            |            |  |  |       |       |
|  | 30 de julho                    |                         | KAZ Nurbek Oralbay       | 5 |                  |                  |  |  |            |            |  |  |       |       |
|  |                                | AZE Murad Allahverdiyev | 0                        |   |                  |                  |  |  |            |            |  |  |       |       |
|  | AZE Murad Allahverdiyev        | AZE Murad Allahverdiyev | 0                        | 5 |                  |                  |  |  |            |            |  |  |       |       |
|  | AZE Murad Allahverdiyev        |                         | 7 de agosto              | 5 |                  |                  |  |  |            |            |  |  |       |       |
|  | EGY Abdelrahman Oraby          | 0                       |                          |   |                  |                  |  |  |            |            |  |  |       |       |
|  | EGY Abdelrahman Oraby          | 0                       | KAZ Nurbek Oralbay       | 2 |                  |                  |  |  |            |            |  |  |       |       |
|  | 30 de julho                    |                         | KAZ Nurbek Oralbay       | 2 |                  |                  |  |  |            |            |  |  |       |       |
|  |                                | UKR Oleksandr Khyzhniak | 3                        |   |                  |                  |  |  |            |            |  |  |       |       |
|  | UKR Oleksandr Khyzhniak        | UKR Oleksandr Khyzhniak | 3                        | 5 |                  |                  |  |  |            |            |  |  |       |       |
|  | UKR Oleksandr Khyzhniak        | 2 de agosto             |                          | 5 |                  |                  |  |  |            |            |  |  |       |       |
|  | HUN Pylyp Akilov               | 0                       |                          |   |                  |                  |  |  |            |            |  |  |       |       |
|  | HUN Pylyp Akilov               | 0                       | UKR Oleksandr Khyzhniak  | 5 |                  |                  |  |  |            |            |  |  |       |       |
|  | 30 de julho                    |                         | UKR Oleksandr Khyzhniak  | 5 |                  |                  |  |  |            |            |  |  |       |       |
|  |                                | BRA Wanderley Pereira   | 0                        |   |                  |                  |  |  |            |            |  |  |       |       |
|  | HAI Cédrick Belony-Dulièpre    | BRA Wanderley Pereira   | 0                        | 0 |                  |                  |  |  |            |            |  |  |       |       |
|  | HAI Cédrick Belony-Dulièpre    |                         | 4 de agosto              | 0 |                  |                  |  |  |            |            |  |  |       |       |
|  | BRA Wanderley Pereira          | 5                       |                          |   |                  |                  |  |  |            |            |  |  |       |       |
|  | BRA Wanderley Pereira          | 5                       | UKR Oleksandr Khyzhniak  | 3 |                  |                  |  |  |            |            |  |  |       |       |
|  | 30 de julho                    |                         | UKR Oleksandr Khyzhniak  | 3 |                  |                  |  |  |            |            |  |  |       |       |
|  |                                | CUB Arlen López         | 2                        |   |                  |                  |  |  |            |            |  |  |       |       |
|  | PHI Eumir Marcial              | CUB Arlen López         | 2                        | 0 |                  |                  |  |  |            |            |  |  |       |       |
|  | PHI Eumir Marcial              | 2 de agosto             |                          | 0 |                  |                  |  |  |            |            |  |  |       |       |
|  | UZB Turabek Khabibullaev       | 5                       |                          |   |                  |                  |  |  |            |            |  |  |       |       |
|  | UZB Turabek Khabibullaev       | 5                       | UZB Turabek Khabibullaev | 2 |                  |                  |  |  |            |            |  |  |       |       |
|  | 30 de julho                    |                         | UZB Turabek Khabibullaev | 2 |                  |                  |  |  |            |            |  |  |       |       |
|  |                                | CUB Arlen López         | 3                        |   |                  |                  |  |  |            |            |  |  |       |       |
|  | TUR Kaan Aykutsun              | CUB Arlen López         | 3                        | 0 |                  |                  |  |  |            |            |  |  |       |       |
|  | TUR Kaan Aykutsun              |                         |                          | 0 |                  |                  |  |  |            |            |  |  |       |       |
|  | CUB Arlen López                | 5                       |                          |   |                  |                  |  |  |            |            |  |  |       |       |
|  | CUB Arlen López                | 5                       |                          |   |                  |                  |  |  |            |            |  |  |       |       |